# 登州府

登州府在山东省的位置（1820年）

登州府，為明、清時期的府。

## 沿革
明洪武九年（1376年）升登州置，治所在蓬莱县（今山东省烟臺市蓬莱區）。辖境约当今山东省招远、莱西及海阳等市以东地区。明朝時属山東等處承宣布政使司，清朝時則屬山東省。下轄蓬莱县、黄县、福山县、棲霞縣、招远县、莱阳县七县，宁海州一州，领文登县一县，清雍正十三年（1735年）又從文登縣境析出榮成縣、從寧海州析出海陽縣。1913年全國廢府，故废。

## 外部連結
[在维基数据编辑]
 《欽定古今圖書集成·方輿彙編·職方典·登州府部》，出自陈梦雷《古今圖書集成》